# Ismaily Sporting Club
L'Ismaily Sporting Club (àrab: النادي الإسماعيلي الرياضي, an-Nādī al-Ismāʿīlī ar-Riyāḍī, ‘Club Esportiu d'Ismaïliyya’) és un club esportiu egipci de la ciutat d'Ismaïlia.

## Història
El club fou fundat el 1924 amb el nom de Nahda Sporting Club a la ciutat d'Ismaïlia. Tot i que no fou fins al 1926 que ingressà a la Federació Egípcia. Fou campió de la lliga egípcia el 1967, 1991 i 2002, i de la copa els anys 1997 i 2000. A més, l'any 1969 el club guanyà la Copa d'Àfrica de clubs de futbol. També arribà a la final d'aquesta competició el 2003, però fou derrotat per l'Enyimba FC de Nigèria.

## Estadi
- Estadi d'Ismailia
  - Capacitat: 18.525 espectadors
  - Lloc: Ismaïlia
  - Inauguració: 1947

## Palmarès
- Lliga egípcia de futbol: [1]
  - 1967, 1991, 2002
- Copa egípcia de futbol: [2]
  - 1997, 2000
- Lliga del Canal de futbol:
- Lliga de Campions de la CAF: 
  - 1969